# Залханауа
Залханауа (рум. Zalhanaua) — село у повіті Прахова в Румунії. Входить до складу комуни Менешть.
Село розташоване на відстані 55 км на північ від Бухареста, 16 км на захід від Плоєшті, 85 км на південь від Брашова.

## Населення
За даними перепису населення 2002 року у селі проживали 1035 осіб, усі — румуни. Усі жителі села рідною мовою назвали румунську.